# The Antlers
I The Antlers sono un gruppo musicale statunitense indie rock, formatosi nel 2006.

## Storia
Inizialmente, i The Antlers furono un progetto creato dal cantante solista e chitarrista Peter Silberman, subito dopo che si era trasferito a Brooklyn, New York City. Silberman ha scritto i primi due album, Uprooted e In the Attic of the Universe, da solo. In seguito, ha reclutato Michael Lerner e Darby Cicci, diventando un gruppo collaborativo.
La band ha registrato due EP: Cold War e New York Hospitals. La raccolta di canzoni di Silberman, in seguito, è diventata un album, intitolato Hospice. Un brano tratto da questo album, Kettering fu utilizzato nell'episodio 13 della terza stagione (Chuck vs. Shaw) della serie televisiva Chuck, nell'episodio 2 della prima stagione (Io sono anche noi ) della serie televisiva Sense8 e nell'ultimo episodio della prima stagione di Fear the Walking Dead.
La band ha poi firmato con l'etichetta di New York Frenchkiss, label che ha pubblicato una versione rimasterizzata di Hospice il 18 agosto 2009. L'album ha ricevuto il plauso della critica per la sua narrativa musicale, e da allora è quotata su diverse liste di "Album of the Year".
Nel 2010, la band apparve al Primavera Sound Festival di Barcellona. Nello stesso anno ha suonato nel Osheaga Festival a Montréal e nel Music Festival Lollapalooza a Chicago.
Silberman ha dichiarato che il nome della band è ispirato alla canzone Antlers dei The Microphones.
Nel 2011, il nuovo album Burst apart è stato pubblicato il 10 maggio negli Stati Uniti, mentre un giorno prima in Giappone e in Europa. L'album è stato accolto con giudizi prevalentemente positivi.
Il 6 settembre 2011 i The Antlers sono apparsi su Late Night with Jimmy Fallon, eseguendo la canzone I Don't Want Love da Burst Apart.
Nel luglio 2012 viene pubblicato un EP di quattro tracce dal titolo Undersea.
Nel giugno 2014 viene pubblicato Familiars, lavoro descritto da Silberman a sentireascoltare come un "fare pace con se stessi", un processo che "spesso richiede di comprendere la guerra che già combatti".

## Formazione
- Peter Silberman - voce, chitarra, arpa, fisarmonica, tastiera
- Michael Lerner - batteria, percussioni
- Darby Cicci - tastiera, tromba

## Discografia

### Album in studio
- 2006 - Uprooted
- 2007 - In the Attic of the Universe
- 2009 - Hospice
- 2011 - Burst Apart
- 2014 - Familiars
- 2021 - Green To Gold

### EP
- 2007 - Cold War
- 2008 - New York Hospitals
- 2011 - (together)
- 2012 - Undersea

### Singoli
- 2009 - Two
- 2009 - Bear
- 2010 - Sylvia
- 2012 - Drift Dive